# Grube (Szlezwik-Holsztyn)
Grube – miejscowość i gmina w Niemczech w kraju związkowym Szlezwik-Holsztyn, w powiecie Ostholstein. Wraz z gminami Dahme, Grömitz oraz Kellenhusen (Ostsee) tworzy wspólnotę administracyjną (Verwaltungsgemeinschaft) z siedzibą w Grömitz.